# سن-ژرژ-سور-رنون
سن-ژرژ-سور-رنون (به فرانسوی: Saint-Georges-sur-Renon) یک کمون در فرانسه است که در Canton of Châtillon-sur-Chalaronne واقع شده‌است.

## خصوصیات
سن-ژرژ-سور-رنون ۵٫۷ کیلومترمربع مساحت و ۱۹۶ نفر جمعیت دارد و ۲۵۹ متر بالاتر از سطح دریا واقع شده‌است.